# Perito Moreno-glaciären

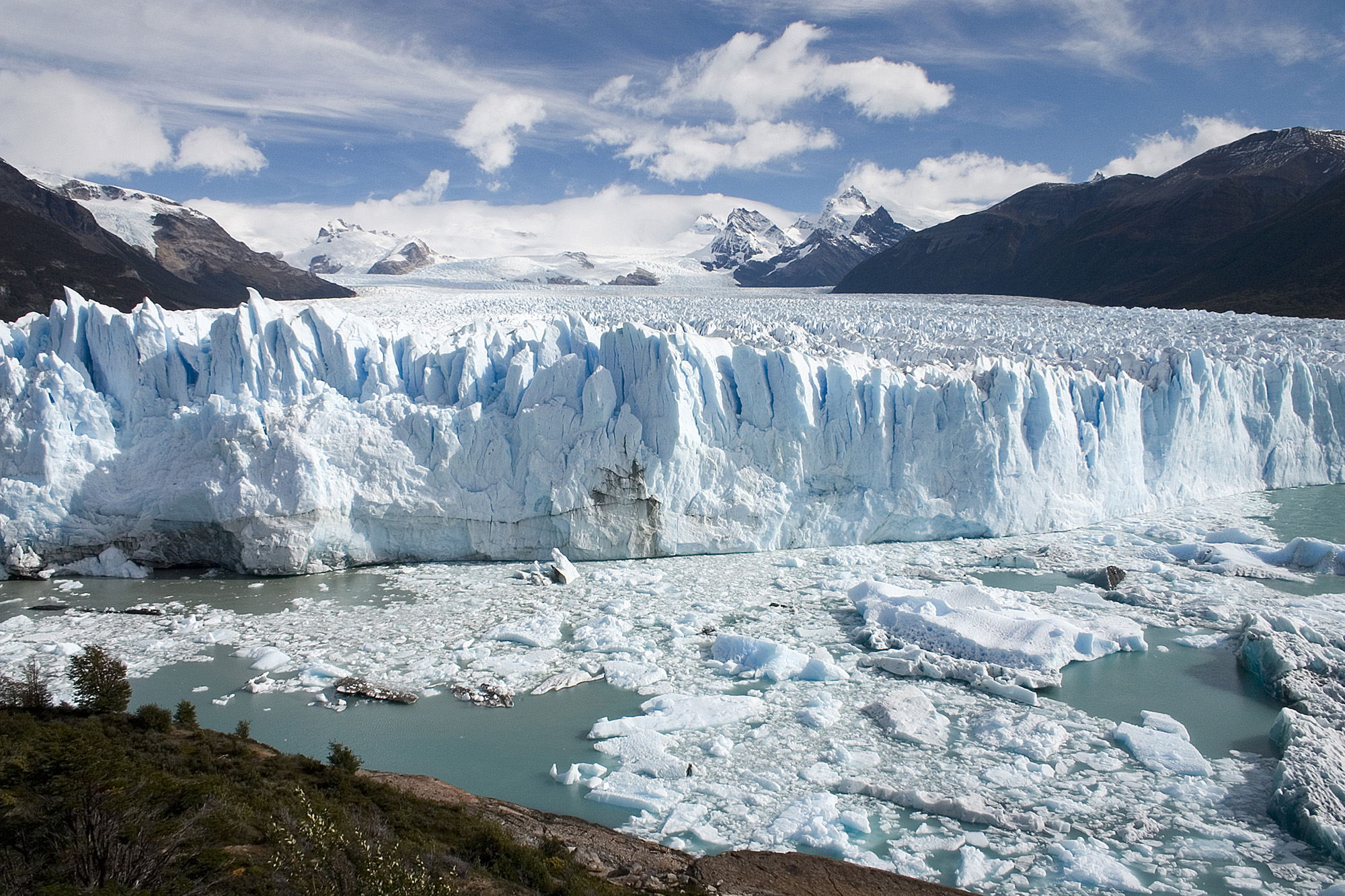
Glaciären sett från besökscentret.

Perito Moreno-glaciären är en glaciär i provinsen Santa Cruz i södra Argentina och Magallanes y de la Antártica Chilena-regionen i Chile. Glaciären är belägen i Los Glaciares nationalpark vid Lago Argentino och Bernardo O'Higgins nationalpark på den chilenska sidan. Den är en del av det södra patagoniska isfältet, den största ismassan utanför Grönland och Antarktis.
Glaciären är 250 kvadratkilometer stor och har en längd på 30 kilometer. Glaciären kalvar vid ett smalt sund vilket innebär att den regelbundet formar en naturlig damm som delar upp sjön när den når den motsatta stranden. På grund av det tryck som uppstår på den motsatta, uppdämda sidan av sjön när glaciären möter berget, kollapsar regelbundet glaciärens spets och den naturliga dammen raseras och töms. Glaciären är en av de få i Patagonien och världen som inte minskar i storlek. Glaciärens front mot sjön är 5 kilometer lång och har en genomsnittlig höjd på 60 meter. Vid den motsatta stranden finns ett besökscentrum.
Glaciären är tillsammans med Los Glaciares nationalpark sedan 1981 med på Unescos världsarvslista.

## Bilder

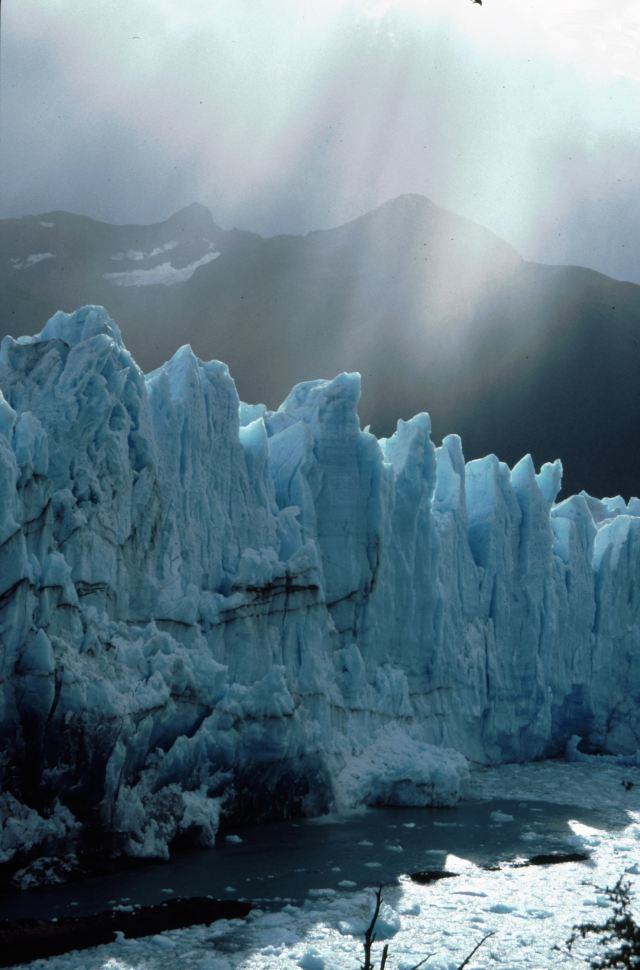
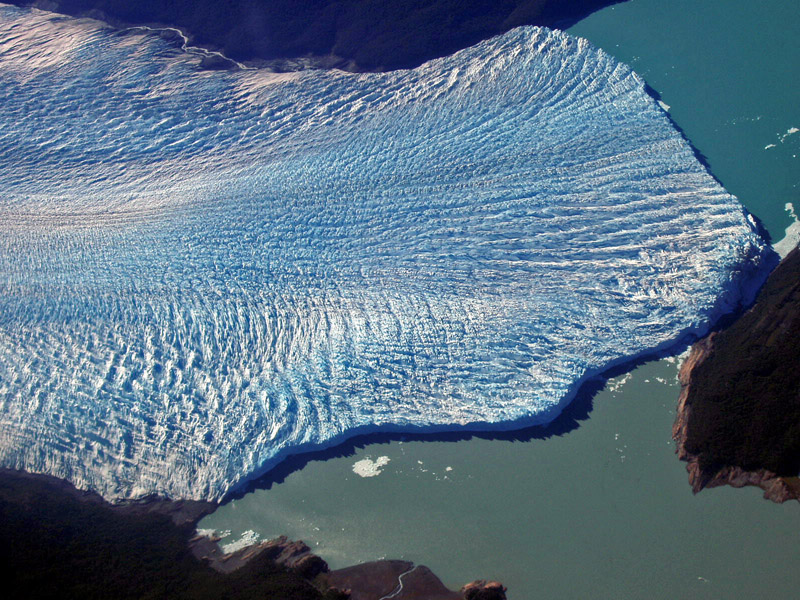
Glaciären sedd från ovan
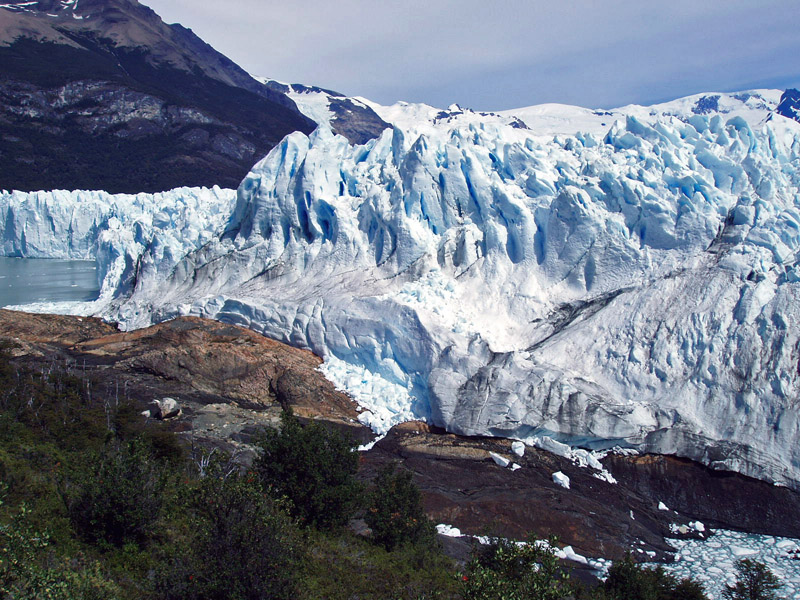
Fotot taget två veckor innan spetsen kollapsade